# Falloria bidens
Falloria bidens är en mångfotingart som först beskrevs av Ottis Robert Causey 1942.  Falloria bidens ingår i släktet Falloria och familjen Xystodesmidae. Inga underarter finns listade i Catalogue of Life.